# CBS新聞星期日早晨
《CBS新聞週日早晨》（英語：CBS News Sunday Morning）是美國的一個電視新聞雜誌節目，自1979年1月28日開始在CBS電視網播出。該節目時長90分，每週日早晨9時播出。該節目現由Jane Pauley主持。

## 外部連結
- 官方网站
- 互联网电影数据库（IMDb）上《CBS News Sunday Morning》的资料（英文）